# Сарли, Исабель

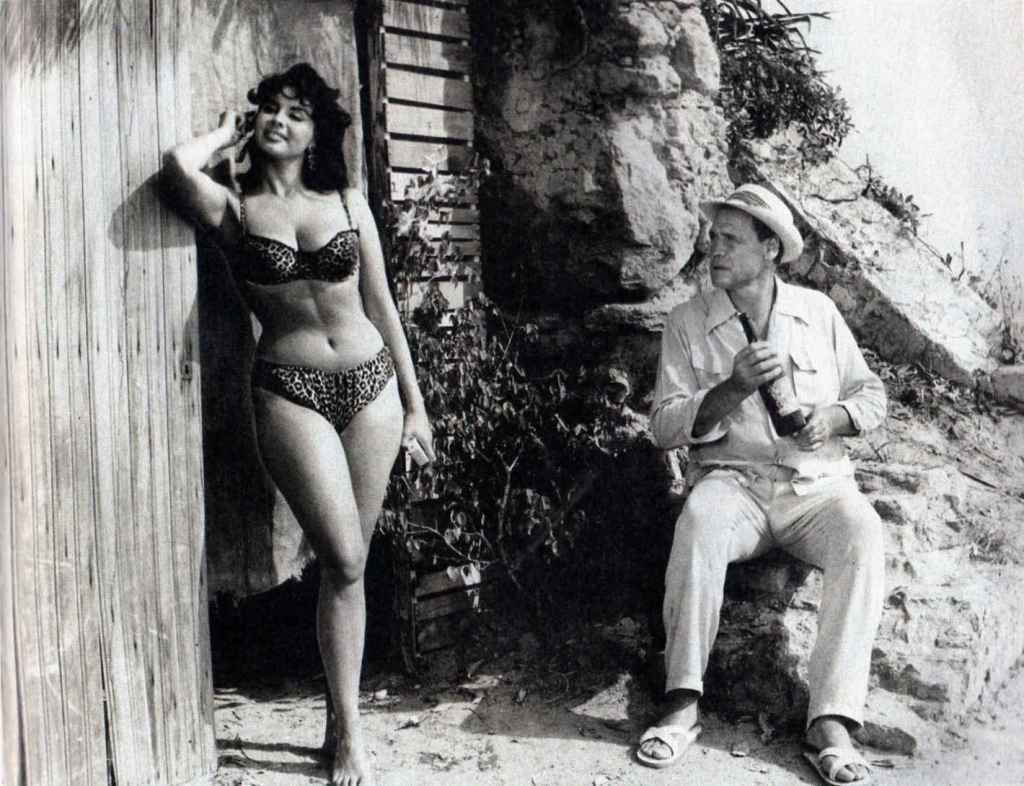
Армандо Бо и Исабель Сарли

Исабель Сарли (исп. Isabel Sarli (9 июля 1929, Конкордия, Аргентина — 25 июня 2019, Буэнос-Айрес, Аргентина) — аргентинская актриса и модель, секс-символ в Аргентине 1950-х и 1960-х годов.

## Биография
Родилась 9 июля 1929 года в Конкордии, провинции Энтре-Риос, в детстве имела прозвище La Coca. Она познакомилась с режиссёром Армандо Бо после того, как получила титул Мисс Аргентина 1955 года, позже она вышла за него замуж и стала звездой его фильмов, в их числе были такие как El Trueno entre las hojas 1956 года, созданный по одноимённой новелле Аугусто Роа Бастоса, где актриса — впервые в аргентинском кино — снималась обнаженной, что продолжала делать и в дальнейшем. Она стала звездой в Латинской Америке, снимаясь в фильмах в Бразилии, Уругвае, Парагвае, Мексике, Панаме и Венесуэле. Фильмы Fuego (1969) и Fiebre (1970) стали известны также в США и Европе.
Позже она играла в мелодрамах. После смерти мужа в 1981 году Исабель Сарли покинула кино, но однажды сыграла в фильме режиссёра Хорхе Полако La Dama Regresa. В 2009 году она сыграла в фильме Polaco Arroz con leche.
Скончалась 25 июня 2019 года в Буэнос-Айресе.

## Награды
В 2008 году Ассоциация кинокритиков Аргентины наградила актрису премией Серебряный кондор за её вклад в киноиндустрию на протяжении всей карьеры.
В том же году на Кинофестивале в Мар-дель-Плата Исабель Сарли удостоена почестей и почетного приза.
12 октября 2012 года президент Аргентины Кристина Фернандес де Киршнер объявила Исабель Сарли «послом народной культуры Аргентины».

## Фильмография
- Mis días con Gloria (2010)
- Arroz con leche (dir. Jorge Polaco, 2009)
- La dama regresa (dir. Jorge Polaco, 1996)
- Una viuda descocada (1980)
- Insaciable (1979)
- Último amor en Tierra del Fuego (1979)
- Una mariposa en la noche (1977)
- La diosa virgen (Sudáfrica/ Argentina, 1975)
- El sexo y el amor (1974)
- Intimidades de una cualquiera (1974)
- Furia infernal (1973)
- Fiebre (1972)
- Éxtasis tropical (1969)
- Embrujada (1969)
- Desnuda en la arena (1969) Alicia
- Fuego (1968) Laura
- Carne (1968) Delicia
- La mujer de mi padre (1968)
- La señora del Intendente (1967) Flor Tetis
- La tentación desnuda (1966) Sandra Quesada
- Días calientes (1966)
- La mujer del zapatero (1965)
- La diosa impura (1964) Laura
- La leona (1964)
- Lujuria tropical (1964)
- Setenta veces siete (1962)
- La burrerita de Ypacaraí (1962)
- Favela (1961)
- Setenta veces siete (Argentina, sin dir. de Armando Bó (de Torre Nilsson) 1961)
- …Y el demonio creó a los hombres (1960)
- India (1960) Ansisé
- Sabaleros (1959)
- El trueno entre las hojas (1956)